# Contract manufacturer
Un contract manufacturer (CM) (en español: fabricante por contrato o empresa subcontratista) es una empresa que es contratada por otra compañía para fabricar componentes o productos, o para eventualmente proveer algún servicio. Es una forma de subcontratación.

## Modelo de negocio

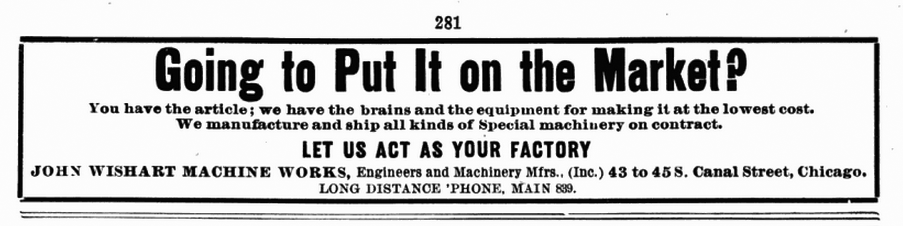
Anuncio de servicios de fabricación por contrato en Popular Mechanics, 1905.

En el modelo de negocio del contract manufacturer, la empresa contratante se acerca al CM con un diseño o fórmula. El CM analiza lo que forma parte del proceso, mano de obra, herramientas, y costes de materiales. Normalmente, la empresa contratante solicitará presupuestos a múltiples CM. Después de que el proceso de licitación está completo, la empresa contratante selecciona un CM, y luego, por el precio acordado, el CM funciona como fábrica o proveedor de la empresa contratante; la producción, el envío de unidades, o la ejecución de un servicio, todo se realiza en nombre de la empresa contratante.